# Minardi M186
Der Minardi M186 war ein Formel 1-Auto, das von Giacomo Caliri für die Saison 1986 für Minardi entwickelt wurde. Es wurde im Laufe des Jahres vorgestellt und von Andrea de Cesaris gefahren. Es war ein unzuverlässiges Auto und beendete nur ein Rennen.

## Entwicklung
Der von Giacomo Caliri entworfene M186 wurde nur einmal für das Minardi-Team gebaut. Er besaß ein Carbonfaser-Monocoque und wurde vom Motori Moderni-V6-Motor angetrieben, der bereits im Vorgängermodell des M186, dem Minardi M185B, zum Einsatz kam.

## Renngeschichte
Der M186 wurde während der Formel-1-Saison 1986 beim Großen Preis von Ungarn vorgestellt und von Andrea de Cesaris für den Rest des Jahres, mit Ausnahme des Großen Preis von Österreich, gefahren. wo Alessandro Nannini es fuhr.